# М.Видео
«М.Ви́део» — российская торговая сеть по продаже бытовой техники и электроники, основанная в 1993 году. Является публичной компанией (акции котируются на Московской бирже), контролируется бывшим генеральным директором Биланом Ужаховым.
После слияния с крупнейшим конкурентом, сетью «Эльдорадо» в 2018 году, оба бренда были сформированы в группу «М.Видео-Эльдорадо». По данным за 2020 год, группа «М.Видео-Эльдорадо» занимала первое место в России по объёму продаж в сети среди ретейлеров, специализирующихся на реализации непродовольственных товаров. Среди всех ретейлеров России занимала по объёмам продаж четвёртое место (2018), среди всех российских частных компаний — 22-е (2021). Штаб-квартира расположена в Москве.

## История
Сеть основана 3 марта 1993 года Александром Тынкованом, его братом Михаилом Тынкованом и Павлом Бреевым, когда был открыт первый магазин «Мир Видео» в Москве, на улице Маросейка. В течение 1990-х сеть работала только в Москве. В 2001 году «М.Видео» открыла свой первый магазин в регионе — в Нижнем Новгороде. В 2007 году компания открывает 100-й магазин (в Санкт-Петербурге).

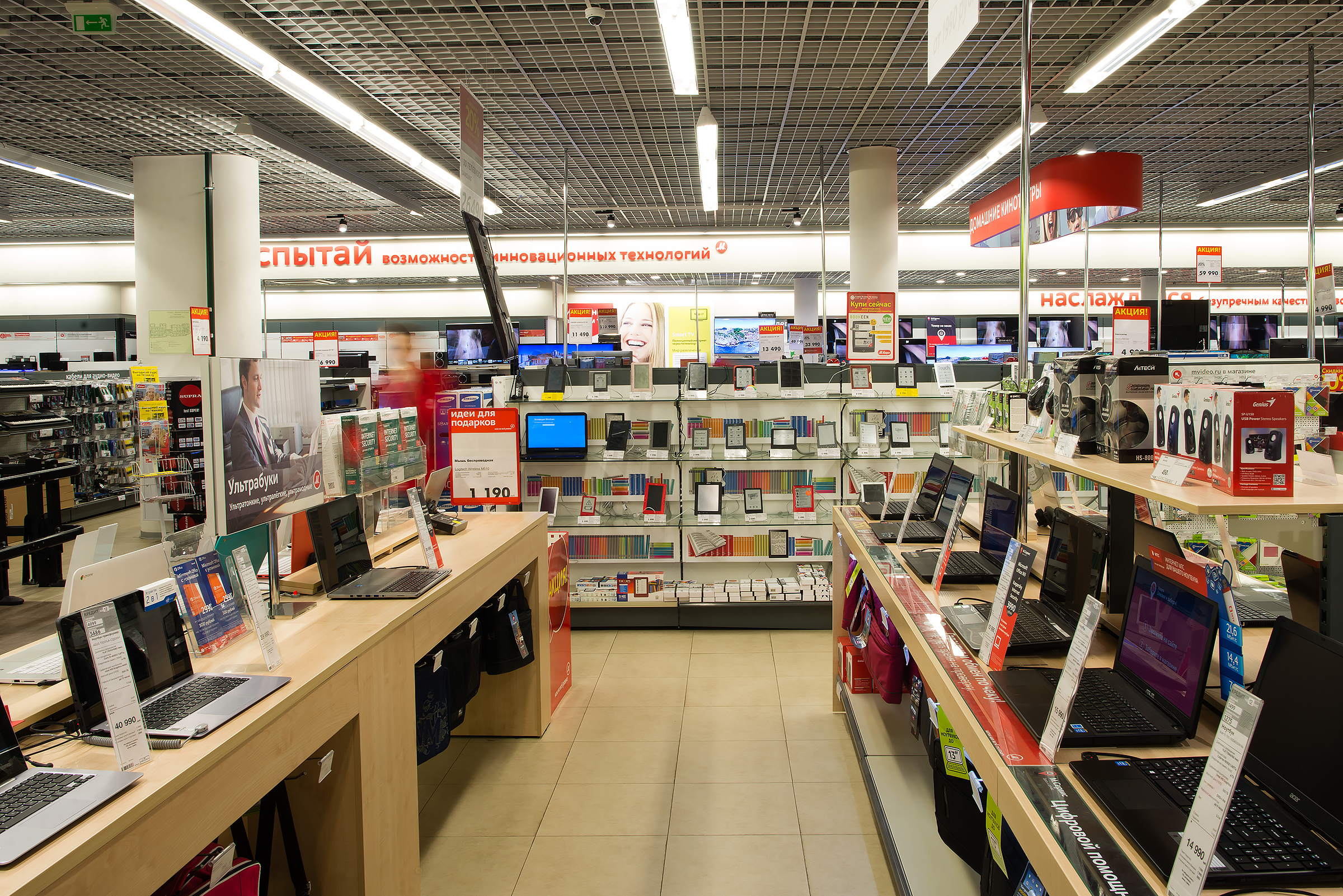
Торговый зал «М.Видео» в 2013 году

4 марта 2010 года в московском гипермаркете «М.Видео» начинает работу розничный магазин Apple Shop. В 2010 году состоялось открытие 200-го магазина (в Новосибирске).
В августе 2012 года в Нижнем Новгороде открыт первый за пределами Москвы интернет-магазин компании. 19 октября 2012 года компания открывает ещё 15 интернет-магазинов. С 2012 года компания объявила, что сосредоточит свои усилия на развитии стратегии Omni-channel: интернет-магазин интегрирован с маркетингом, ассортиментом и ценовой политикой розничной сети. По итогам 2015 года доля интернет-продаж превысила 11 % от оборота.
В 2013 году в Омске состоялось открытие 300-го магазина «М.Видео».
Осенью 2014 года сайт mvideo.ru был перезапущен с обновлённым дизайном.
В конце 2014 года компания «М.Видео» запустила креативную кампанию «НИИ Р.А.З.У.М», в рамках которой впервые в своей истории использовала образ знаменитости в рекламной коммуникации. Лицом компании стал телеведущий Александр Пушной, появившийся во всех визуальных коммуникациях: от интернета и внешних форматов рекламы до телевизионных роликов.
В июне 2016 года открыла самый восточный магазин сети во Владивостоке. Также половина из запланированных на 2016 год выходов «М.Видео» в новые города пришлось на Дальний Восток.
В 2016 году «М.Видео» переформатировало примерно половину своих магазинов, выведя в отдельную зону под названием m_mobile продажи смартфонов, аксессуаров и контрактов сотовых операторов, а также «умные» часы, ноутбуки, планшеты, устройства для «умного дома» и техника для игр. Точки такого формата занимают намного меньшую площадь по сравнению с привычными обычными магазинами «М.Видео». Для создания «сети районных центров» из магазинов m_mobile компания ADG group в 2014 году выкупила у властей Москвы 39 устаревших советских кинотеатров в спальных районах: «Ангара», «Прага», «Киргизия», «Будапешт», «Рассвет», «София», «Орион» и другие. Осенью 2016 года для конкуренции с «Яндекс.Маркетом» «М.Видео» представила торговую площадку goods, где будут продаваться товары, на которых не специализируется компания.
В 2018 году запустила проект по сбору и утилизации старых батареек, установив в магазинах специальные контейнеры в форме батарейки Duracell.
В 2019 году совместно с SAP представлена концепция «умного» магазина в рамках долгосрочной стратегии развития ONE-retail, которая предполагает уход торговли в онлайн, а привычные магазины будут выступать в роли пунктов выдачи и центров пользовательского опыта, что позволит людям полноценно опробовать и оценить товар и принять решение о покупке.
Первыми в России совместно с дистрибьютором RDC Group запустили категорию носимых устройств — fashion смарт-часы.
В декабре 2019 года стоимость акций «М.Видео» обновила исторический максимум. На пике роста акции торговались на уровне 579,9 рубля за бумагу. Рост стоимости акций произошёл на фоне планов компании выплатить дивиденды на сумму 5,99 млрд рублей.
В мае 2020 года Почта России стала партнёром по доставке товаров «М.Видео-Эльдорадо». Это позволило «М.Видео» предлагать электронику в более чем 300 новых населённых пунктах, таким образом увеличив географию присутствия практически на 1,3 тыс. пунктов выдачи заказов.
В октябре 2021 года компания приобрела у холдинга SFI кредитного брокера «Директ Кредит» за 1,3 млрд рублей. В мае 2022 года на базе этой платформы «М.Видео-Эльдорадо» создала ИТ-компанию «М.Тех», которая будет разрабатывать продукты на основе биометрии, искусственного интеллекта и анализа данных.
В декабре 2022 года стало известно, что группа «М.Видео-Эльдорадо» объединяет оба бренда магазинов в новый бренд «Эльдорадо+М.Видео». Это решение было принято на фоне снижения потребительского спроса на электронику примерно на 30 %.
С 5 декабря 2023 года компания начала ребрендинг. Увеличили размер букв, сделали шрифт печатным, курсив остался только у буквы «М», оттенок красного стал более ярким. Слоган сменили с «Онлайн / Быстро / Рядом» на «Главный эксперт по технике». Разработало айдентику брендинговое агентство LINII, которое делало ребрендинг X5 Group и сети «Вкусвилл».

### Слияния и поглощения

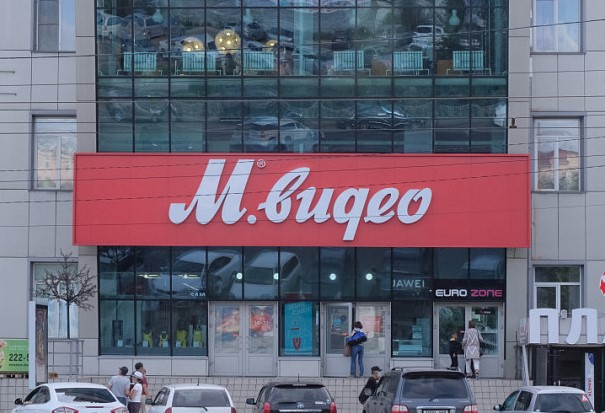
Магазин М.Видео в Улан-Удэ, Бурятия

В апреле 2013 года представители «М.Видео» заявили о готовящемся поглощении своего основного конкурента — российской сети «Эльдорадо» — и направили в Федеральную антимонопольную службу ходатайство о покупке 100 % сети у владельца — чешской PPF Group. В июле 2013 года ФАС разрешила сделку, наложив ограничения на доминирование объединённой сети в ряде регионов. В августе 2013 года компания заявила об отказе от покупки ближайшего конкурента из-за отсутствия консенсуса по условиям сделки и предписаний ФАС.
В марте 2018 года «М.Видео» сообщило о покупке сети «Эльдорадо». В апреле того же года сделка была завершена. Объединённая компания управляет 831 магазином в 200 крупнейших городах России.
В августе 2018 года торговая сеть «М.Видео» приобрела российское подразделение «Media Markt».
В декабре 2021 года компания объявила о запуске кобрендинговых магазинов «М.Видео-Xiaomi». Первый из трёх запланированных в ближайшем будущем открылся в ТЦ «Арена-Плаза».

## Собственники и руководство
Контролирующим акционером «М.Видео» с долей 53,633 % через ряд компаний, включая МКООО «Эрикария» является экс-генеральный директор компании Билан Ужахов. 15,0 % акций принадлежат компании Media Saturn Holding GMBH, получившей эту долю в рамках сделки по приобретению компанией «М.Видео-Эльдорадо» сети российских магазинов MediaMarkt. 24,2 % акций находятся в свободном обращении года (биржевой тикер MVID на Московской бирже), 13,5 % из которых были реализованы в рамках процедуры вторичного размещения акций в марте 2021.
В начале ноября 2007 года было осуществлено IPO компании, в ходе которого владельцами были реализованы её акции на сумму 364,875 млн $. Капитализация ретейлера по итогам размещения составила 1,25 млрд $. По состоянию на конец августа 2021 года капитализация ПАО «М.Видео» составляет 113,5 млрд рублей (1,5 млрд $).
В мае 2017 года группа «Сафмар» Михаила Гуцериева купила 57,7 % акций «М.Видео» у её основателей. В 2019 году 73,5 % акций принадлежало напрямую Саиду Гуцериеву, в 2020 году 10 % акций перешли под контроль его холдинга «ЭсЭфАй», выделившегося из группы «Сафмар». 24 июля 2024 года мажоритарным акционером ритейлера стал гендиректор ПАО «М.Видео», племянник Михаила Гуцериева Билан Ужахов.
В марте 2016 года бывший президент «Связного» Майкл Тач назначен на позицию главного исполнительного директора (CEO) «М.Видео», подчиняясь непосредственно Александру Тынковану. 9 августа 2016 года Майкл Тач покинул компанию, пост CEO занял Энрике Фернандес, до этого 7 лет занимавший должность коммерческого директора «М.Видео». В сентябре 2020 года CEO группы «М.Видео-Эльдорадо» объявлен Александр Изосимов. В январе 2022 года на прежнюю должность вернулся Энрике Фернандес, а Александр Изосимов сохранил статус миноритария компании.
В апреле 2025 года Екатерина Ярина назначена финансовым директором «М.Видео-Эльдорадо». Анна Гарманова, ранее занимавшая позицию CFO, покинула команду «М.Видео-Эльдорадо» после трех лет работы в компании. На позиции финансового директора Екатерина Ярина будет отвечать за управление всеми финансовыми направлениями деятельности компании, включая стратегическое и операционное планирование, контроль финансовых потоков, отчетность, а также реализацию антикризисных и трансформационных инициатив в финансовой сфере.
В мае 2025 года «М.Видео-Эльдорадо» назначила нового омниканального директора по продажам, им стала выходец из Lamoda и Ozon Татьяна Андреева.

## Деятельность
По состоянию на 30 июня 2021 года группа объединяла 1137 магазинов всех форматов в 314 городах России.
Общие продажи «М.Видео» в I полугодии 2021 года превысили 258 млрд рублей с НДС, из них доля онлайн-продаж составила 67,3 %.
В 2021 году мобильными приложениями «М.Видео» и «Эльдорадо» ежемесячно пользовались более 3,2 млн человек.
| Год  | Выручка, млрд руб. | Чистая прибыль, млрд руб. |
| ---- | ------------------ | ------------------------- |
| 2020 | 418                | 6,54                      |
| 2019 | 365,2              | 7,134                     |
| 2018 | 321,1              | 8,365                     |
| 2017 | 233,9              | 7                         |
| 2016 | 216,2              | 5,5                       |
| 2015 | 191                | 4,5                       |
| 2014 | 204                | 8,1                       |
| 2013 | 174                | 5,7                       |
| 2012 | 158                | 4                         |
| 2011 | 111,9              | 3,37                      |
| 2010 | 86,6               | 2,2                       |
| 2009 | 85,6               | 0,78                      |
| 2008 | 84,4               | 1,3                       |

### Рейтинговые оценки
Рейтинговое агентство АКРА в 2021 году присвоило  ПАО «М.Видео» рейтинговую оценку A+(RU) со стабильным прогнозом. Рейтинг был подтверждён в 2022 году, в 2023 году понижен до A(RU) и подтверждён на этом уровне в 2024 и 2025 годах. Ещё раз понижен в июле 2025 до BBB+(RU).
ООО «МВМ» — операционная компания группы «М.Видео-Эльдорадо» — в 2021 году получило от агентства АКРА рейтинговую оценку A+(RU) со стабильным прогнозом. Рейтинг был подтверждён в 2022 году, в 2023 понижен до A(RU) и подтверждён на этом уровне в 2024 и 2025 годах. Снова понижен до BBB+(RU) в июле 2025.